# Scotophaeus marleyi
Scotophaeus marleyi är en spindelart som beskrevs av Tucker 1923. Scotophaeus marleyi ingår i släktet Scotophaeus och familjen plattbuksspindlar. Inga underarter finns listade i Catalogue of Life.